# Coppa del Mondo juniores di slittino 1998
La Coppa del Mondo juniores di slittino 1997/98 è stata la quinta edizione della manifestazione organizzata dalla Federazione Internazionale Slittino.
L'appuntamento clou della stagione sono stati i campionati mondiali juniores 1998 disputatisi sul catino di Oberhof, in Germania, competizione non valida ai fini della Coppa del Mondo.

## Classifiche

### Singolo uomini
| Pos. | Nome             | Nazione     |
| ---- | ---------------- | ----------- |
| 1    | Henning Kirchner | Germania    |
| 2    | Nick Sullivan    | Stati Uniti |
| 3    | Yann Fricheteau  | Francia     |
| 3    | Yohann Rousseau  | Francia     |

### Singolo donne
| Pos. | Nome             | Nazione  |
| ---- | ---------------- | -------- |
| 1    | Gabi Bender      | Germania |
| 2    | Anke Wischnewski | Germania |
| 3    | Britta Steinmetz | Francia  |

### Doppio
| Pos. | Nome                           | Nazione  |
| ---- | ------------------------------ | -------- |
| 1    | Andreas Linger Wolfgang Linger | Austria  |
| 2    | Steffen Dundr Jan Eichhorn     | Germania |
| 3    | Vilnis Ozoliņš Jānis Mozajews  | Lettonia |